# Муан-Сарту
Муа́н-Сарту́ (фр. Mouans-Sartoux, окс. Moans-Sartós) — коммуна на юго-востоке Франции в регионе Прованс — Альпы — Лазурный берег, департамент Приморские Альпы, округ Грас, кантон Грас-2. До марта 2015 года коммуна административно входила в состав упразднённого кантона Мужен (округ Грас).
Площадь коммуны — 13,52 км², население — 10 203 человека (2006) с тенденцией к стабилизации: 10 214 человек (2012), плотность населения — 755,5 чел/км².

## Географическое положение
Коммуна Муан-Сарту находится в Грасской долине (фр. Vallée grassoise), между городами Канн — до которого 12 километров, и в 8 километрах от Грасса, в непосредственной близости го города Мужен. Административно подчинена кантону Грас-2.

## История
Ранее коммуна состояла из двух разных поселений: Муана на равнине, и Сарту на близлежащих холмах. В 1199 году в Сарту появляется часовня цистерцианская обитель монастыря Нотр-Дам-де-Пре. Около 1350 оба поселения — как и многие другие в этой местности — были оставлены жителями в связи с началом эпидемии чумы.
В 1496 году на безлюдной территории нынешней коммуны селится прибывший сюда из района Генуи с шестьюдесятью семьями Пьер де Грасс. Образована же коммуна в нынешнем виде во исполнение декрета императора Наполеона III от 28 марта 1858 года.

## Население
Начиная со второй половины XX столетия численность населения коммуны Муан-Сарту постоянно увеличивается. Так, в 1962 году численность населения составила 2047 человек, в 1982 — 5119, в 1999 году — 8866, а в 2009 достигла 10 243 человека. Таким образом, по сравнению с показателем 1999 года, численность населения возросла на 16 %.
Население коммуны в 2011 году составляло 10 274 человека, а в 2012 году — 10 214 человек.
Динамика численности населения:
| 1962 | 1968 | 1975 | 1982 | 1990 | 1999 | 2005  | 2006  | 2009  | 2010  | 2011  | 2012  |
| ---- | ---- | ---- | ---- | ---- | ---- | ----- | ----- | ----- | ----- | ----- | ----- |
| 2047 | 2873 | 3599 | 5119 | 7989 | 8889 | 10267 | 10203 | 10243 | 10198 | 10274 | 10214 |

## Экономика
Основой хозяйственной деятельности местных жителей является сельское хозяйство. В первую очередь это виноградарство и выращивание оливок, а также для нужд парфюмерной промышленности — роз, жасмина и других цветочных растений. Ранее, с XVIII столетия и вплоть до 40-х годов XX века большое значение имело шелководство, выращивание шелковичных червей.
В 2010 году из 6259 человек трудоспособного возраста (от 15 до 64 лет) 4706 были экономически активными, 1553 — неактивными (показатель активности 75,2 %, в 1999 году — 69,2 %). Из 4706 активных трудоспособных жителей работали 4320 человек (2223 мужчины и 2097 женщин), 386 числились безработными (184 мужчины и 202 женщины). Среди 1553 трудоспособных неактивных граждан 624 были учениками либо студентами, 496 — пенсионерами, а ещё 433 — были неактивны в силу других причин.
На протяжении 2010 года в коммуне числилось 4160 облагаемых налогом домохозяйств, в которых проживало 9499 человек. При этом медиана доходов составила 23 тысячи 955 евро на одного налогоплательщика.

## Достопримечательности (фотогалерея)
В Муан-Сарту расположен L’espace de l’Art Concret, основанный Готфридом Хонеггером в 1990 году музейный проект, посвящённый ознакомлению общественности с произведениями конкретного искусства.

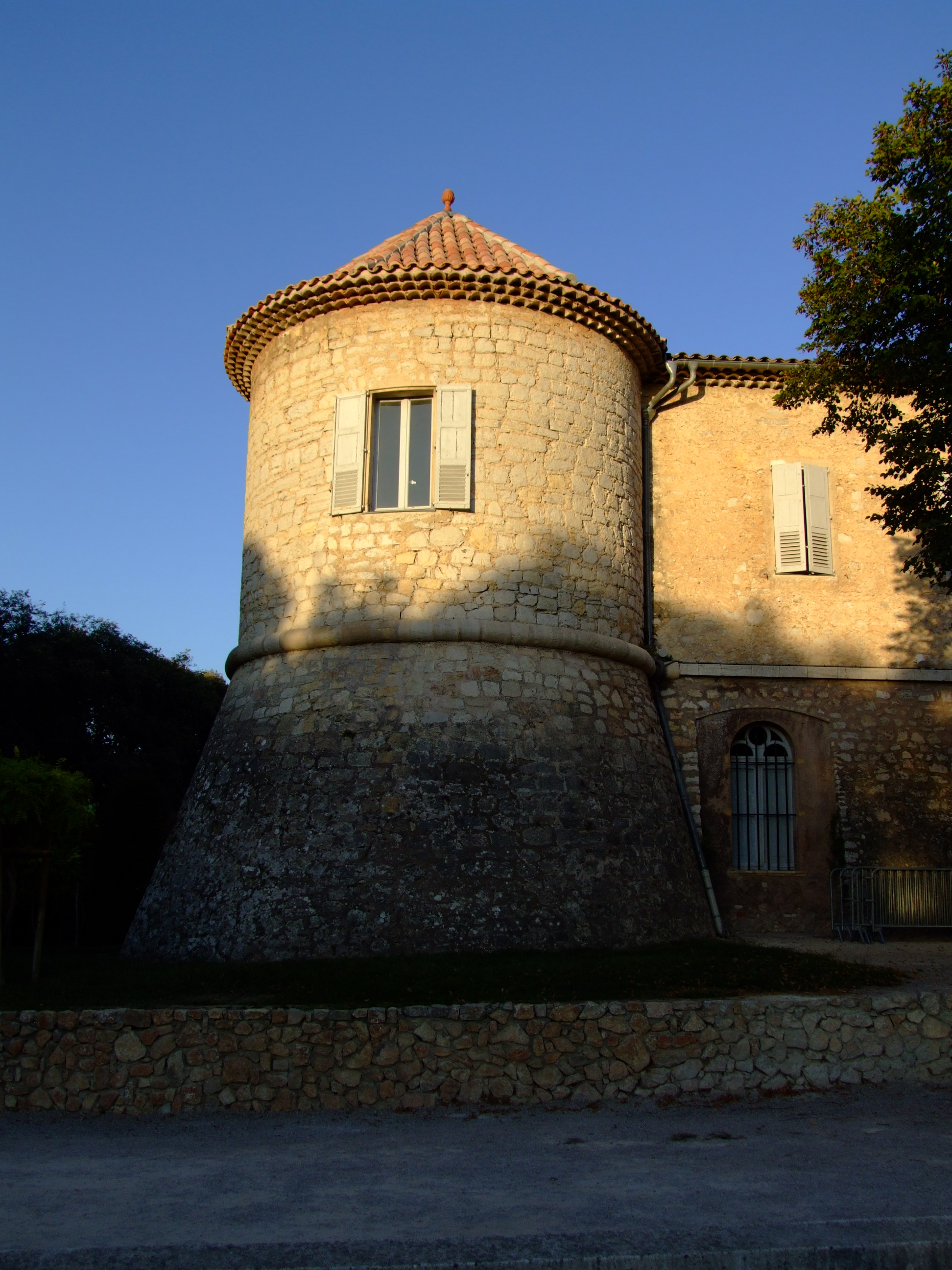
Шато